# Гдовський район
Гдовський район (рос. Гдовский район) — муніципальне утворення у складі Псковської області, Російська Федерація.
Адміністративний центр — місто Гдов. Район включає 9 муніципальних утворень.